# Avena ventricosa
Avena ventricosa är en gräsart som beskrevs av Benedict Balansa. Avena ventricosa ingår i släktet havren, och familjen gräs. Inga underarter finns listade i Catalogue of Life.